# Villa Boa Vista

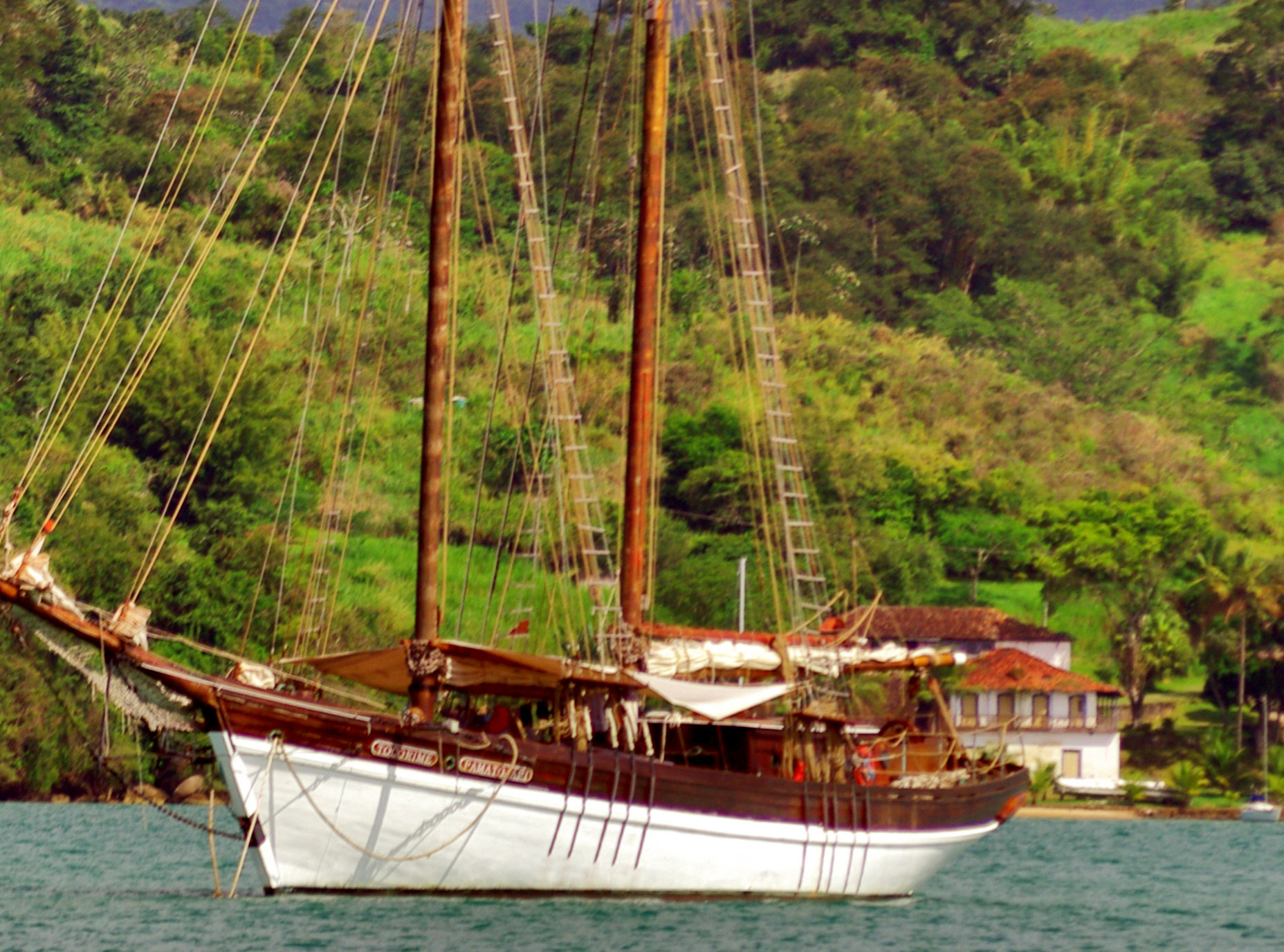
Villa Boa Vista (am rechten unteren Bildrand)

Die Villa Boa Vista (auch Casa Mann, Fazenda Boa Vista) ist eine unter Denkmalschutz stehende Villa in Paraty an der Küste des Südatlantiks in Brasilien. Es ist das Geburtshaus von Julia da Silva-Bruhns, genannt Dodo, der Ehefrau des Lübecker Senators Thomas Johann Heinrich Mann und Mutter der Schriftsteller Thomas Mann und Heinrich Mann, der Schauspielerin Carla Mann, des Autors Viktor Mann und von Julia Löhr.

## Geschichte
Johann Ludwig Hermann Bruhns (1821–1893), der aus Lübeck sechzehnjährig nach Brasilien ausgewandert war, heiratete 1847 die damals fünfzehnjährige Brasilianerin Maria Luísa da Silva, Tochter eines reichen brasilianischen Pflanzers aus Angra dos Reis. Bruhns betrieb Zuckerrohr- und Kaffeeplantagen und lebte mit seiner Familie von 1851 bis 1857 auf der Fazenda Boa Vista mit direktem Zugang zum Meer mit eigenem mit Palmen bestandenen Strand. Auf dem Gelände standen damals auch zehn Hütten für die Sklaven. Sklaverei war in Brasilien noch bis 1888 mit Unterbrechungen legal und üblich.
Beim Umzug in diese Villa Boa Vista wurde Julia da Silva-Bruhns 1851 geboren. Sie verbrachte dort die ersten Jahre ihrer Kindheit. Ein Jahr nach dem Tod seiner Frau Maria Luísa – mit achtundzwanzig, bei der Geburt des sechsten Kindes – verkaufte Bruhns 1857 das gesamte Anwesen und brachte seine Kinder 1858 zur Ausbildung zu Verwandten nach Lübeck. Ihre Kindheitserlebnisse in Brasilien zeichnete Julia da Silva-Bruhns 1903 auf; sie wurden 1958 unter dem Titel Aus Dodos Kindheit. Erinnerungen. veröffentlicht.
Das Gebäude hatte wechselnde Besitzer. Der Psychologe und Schriftsteller Frido Mann, ein Urenkel von Julia da Silva-Bruhns, bemüht sich seit 1995, das verfallende Gebäude zu retten und darin ein Kulturzentrum einzurichten. Er ging 1996 als erstes Mitglied der Familie Mann den Spuren seiner Vorfahren in Brasilien nach und gründete den Verein „Casa Mann“. Die gegenwärtigen Besitzverhältnisse sind ungeklärt. Angeblich gehört die Villa einer Firma aus São Paulo. Deren Inhaber, berichtete 2011 der deutsche Generalkonsul in Rio de Janeiro, Hermann Erath, stellt für einen Verkauf hohe finanzielle Forderungen.
2002 drohte der Abriss der Villa, weil auf dem Gelände eine Ferienanlage errichtet werden sollte. Der Denkmalschutz verhinderte dieses.